# 30-летия независимости
Посёлок 30-летия независимости (тадж. Шаҳраки З0-солагии истиқлол; до 30 мая 2022 — джамоат Мискинабад, тадж. Ҷамоати деҳоти Мискинобод) — посёлок городского типа (с 2022) в Файзабадском районе. Был основан в 1928 году как Мискинабадский кишлачный совет. В него входят села Заркамар, Мискинобод, Орифон, Муминобод, Фатхобод, Обшорон, Гультеппа, Сарой. Его центром является село Мискинобод. Расстояние от посёлка до районного центра — 27 км, до города Душанбе — 78 км. Население — 15 878 человек  в 1789 дворах (2010 г.), в основном таджики. На территории поселковой общины имеются 6 общеобразовательных школ, 1 средняя школа, 1 начальная школа, государственный коллектив имени Абдулвахида Назирова. Имеются 133 индивидуальных фермерских хозяйства, объединение водопользователей, отделение милиции, районная больница (в селе Мискинобод), 6 здравпунктов, дом культуры, 2 библиотеки, 25 магазинов, 5 АЗС, 4 электростанции, 3 рынка. Общая площадь земель составляет 9005 га, из которых 507,37 га составляют пашни. 1098, 2 га водных земель, 551 га засушливых земель, 1789,43 га пастбищ, 252 га садов и 61 га прочих земель. Основным занятием населения является земледелие, садоводство, картофелеводство, животноводство, пчеловодство. В школах посёлка 160 учителей обучают 3706 учащихся. В учреждениях здравоохранения посёлка медицинские услуги жителям посёлка оказывают 12 врачей (4 с высшим образованием и 8 со средним специальным медицинским образованием).
Решением Маджлиси Милли Маджлиси Оли Республики Таджикистан от 30 мая 2022 года дехот Мискинабад был отнесен к категории посёлка городского типа и получил название 30-летия независимости (тадж. 30-солагии истиқлол).

## Населённые пункты
| № | Населённый пункт | Прежние названия | Тип населённого пункта | Население, 2010 | Население, 2017 |
| - | ---------------- | ---------------- | ---------------------- | --------------- | --------------- |
| 1 | Гультеппа        |                  | село                   | 1009            | ↗1065           |
| 2 | Заркамар         | Пионеробод       | село                   | 4623            | ↗5522           |
| 3 | Мискинобод       |                  | село                   | 1120            | ↗1246           |
| 4 | Муминобод        |                  | село                   | 1762            | ↘1595           |
| 5 | Сарой            |                  | село                   | 2253            | ↗2563           |
| 6 | Орифон           | Кашкароха        | село                   | 1435            | ↗1769           |
| 7 | Обшорон          | Факиробод        | село                   | 750             | ↗809            |
| 8 | Фатхобод         | Кулобод          | село                   | 2926            | ↗3154           |
| 9 | Шахтуто          |                  | село                   | 0               | ↗18             |

## Уроженцы
- Пулодов Абдуррахман — Герой Социалистического Труда и депутат Верховного Совета Таджикской ССР в 1971 году.